# Волано
Волано (итал. Volano) — коммуна в Италии, расположена в области Трентино-Альто-Адидже, в провинции Тренто.
Население составляет 2955 человек (2008 г.), плотность населения составляет 295 чел./км². Занимает площадь 10 км². Почтовый индекс — 38060. Телефонный код — 0464.
В коммуне 2 февраля особо празднуется Сретение Господне (Purificazione di Maria Vergine).

## Население
Динамика населения:

## Администрация коммуны
- Официальный сайт: http://www.comune.volano.tn.it/